# Sigismondo Polcastro
Sigismondo Polcastro (* ca. 1384 in Vicenza; † 1473 in Padua) war ein italienischer Arzt, Naturphilosoph und Hochschullehrer.

## Leben
Polcastros Geburtsjahr ist nicht überliefert, er wurde womöglich 1384 geboren. Seine Eltern waren der Jurist Girolamo Polcastro aus der alten vicentiner Familie de Porcastris und seine Frau Maddalena geborene Volpe aus Padua. Der Vater ließ sich mit seiner Familie bald in Padua nieder und wurde dort ein angesehener Bürger, so dass Polcastro in Padua aufwuchs.
Polcastro studierte in Padua an der Universitas artistarum und wurde im Oktober 1412 Magister artium. 1422–1426 lehrte er auf dem Ordentlichen Lehrstuhl für Naturphilosophie mit einem Anfangsgehalt von 60 Dukaten jährlich. Nach dem Abschluss seines Medizin-Studiums (vor 1424) konnte er den Lehrstuhl für Naturphilosophie aufgeben. 1426 erhielt er den renommierteren Außerordentlichen Lehrstuhl für Theoretische Medizin, ohne als Dozent anerkannt zu sein. Als 1439 der Ordentliche Lehrstuhl für Theoretische Medizin eingerichtet wurde und die venezianische Regierung noch keinen ausgewiesenen ausländischen Dozenten berief, erhielt Polcastro kommissarisch diesen Lehrstuhl. 1442 wurde er dort Lettore mit 190 Dukaten Gehalt. 1448 erhielt er die Erlaubnis, Padua zu verlassen, um andere Universitäten zu besuchen. Später erhielt er das seltene Privileg, sich nicht von Studenten bestätigen lassen zu müssen. Sein Gehalt wurde auf 300 Dukaten jährlich erhöht, und er durfte sich auf dem Lehrstuhl vertreten lassen. Er verfasste medizinische Lehrbücher.
Polcastro heiratete in erster Ehe Margherita Savonarola und 1444 in zweiter Ehe die Venezianerin Giacoma Boton. In beiden Ehen hatte er Söhne und Töchter. Er war ein erfolgreicher Arzt der venezianischen Nobiltà und vermehrte das Familienvermögen durch stetiges Kaufen und Verkaufen von Immobilien. Er war Mitglied des Consiglio Civico von Padua.
Polcastro starb ohne Testament und wurde im Familiengrab in der Kirche der Eremitani bestattet. Es folgten Erbstreitigkeiten der Kinder.
Einer der Studenten Polcastros war Pietro Roccabonella, durch den Polcastro nach Daten des Mathematics Genealogy Project zum Stammvater der größten Mathematiker-Familie wurde. Die nächstgrößeren Familien waren die der Mathematiker Iwan Petrowitsch Dolbnja, Jean-Baptiste le Rond d’Alembert und Gottfried Wilhelm Leibniz.